# 達亞羅馬訥鄉

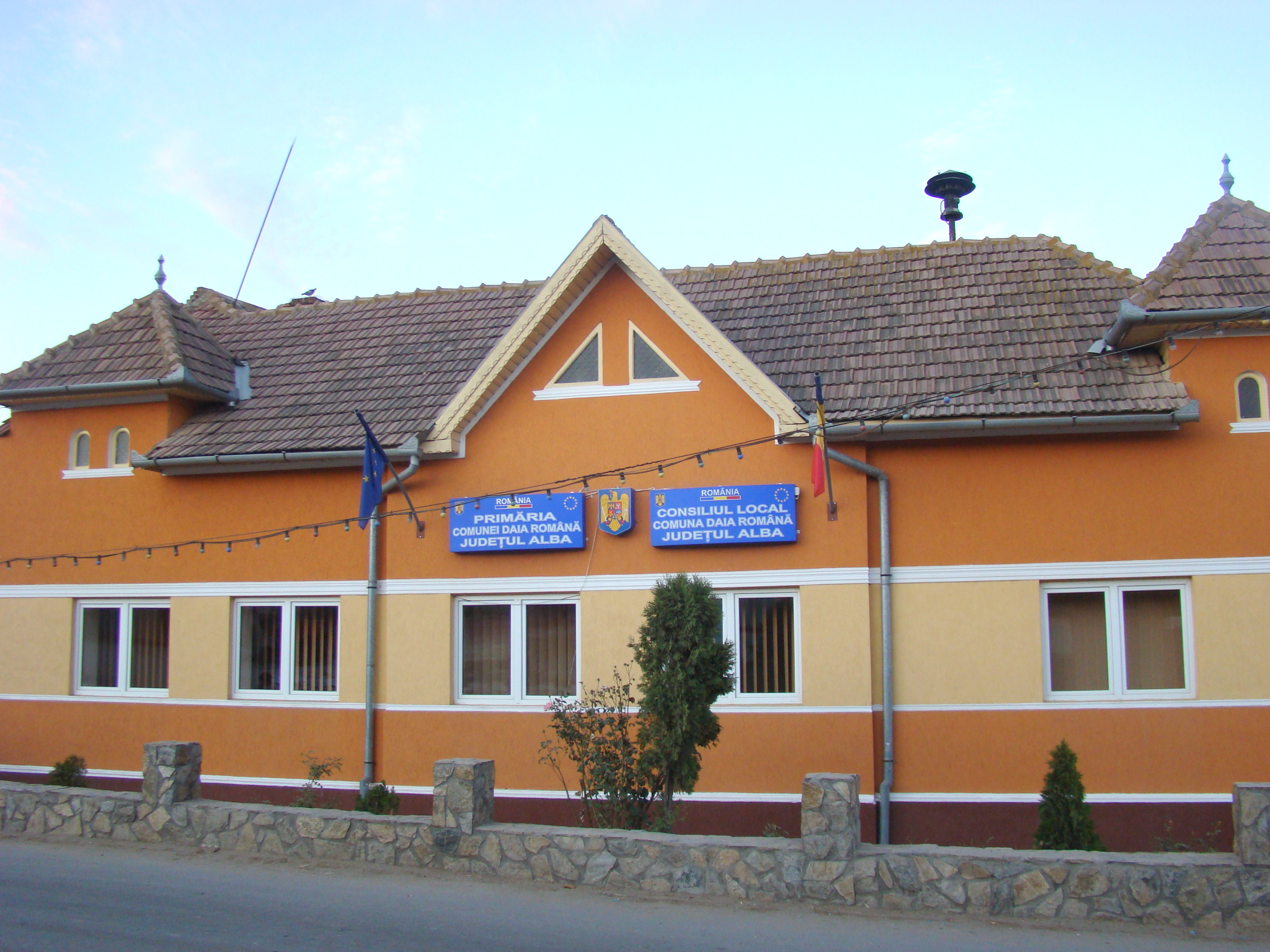
達亞羅馬訥鄉

46°1′N 23°40′E / 46.017°N 23.667°E
達亞羅馬訥鄉（羅馬尼亞語：Comuna Daia Română, Alba），是羅馬尼亞的鄉份，位於該國中部，由阿爾巴縣負責管轄，面積46平方公里，海拔高度302米，2011年人口2,773，人口密度每平方公里67人。